# Nadměrná vzrušivost
Nadměrná vzrušivost je termín, který do současné psychologie zavedl polsko-kanadský psycholog Kazimierz Dąbrowski jako součást své teorie pozitivní dezintegrace. Značí jeden ze základních předpokladů nezbytných pro pozitivní vývoj osobnosti. Jistou popularitu si termín získal i v diskuzích a výzkumech ohledně nadání u dětí i dospělých.

## Jazykové a významové vymezení termínu
Ve svých anglicky psaných pracích Dąbrowski používá termín overexcitability, který vysvětluje takto: „Předpona over připojená k ‚excitability‘ slouží k označení toho, že reakce excitace jsou nadprůměrné v intenzitě, trvání a frekvenci.“ Jedná se však jen o hrubý překlad polského temínu nadpobudliwość, který by šlo věrněji, leč krkolomněji přeložit jako „superstimulatabilita“. Žádný oficiální překlad tohoto termínu do češtiny dosud nebyl stanoven, nicméně v těch několika málo zmínkách na českém webu dominuje intuitivní překlad „nadměrná vzrušivost“.[zdroj⁠?!]
Dąbrowski ve své první anglojazyčné knize Positive Disintegration používá kromě výrazu „overexcitabilita“ také termíny „hyperexcitabilita“, „zvýšená excitabilita“ i jen „excitabilita“. Tyto termíny též používá zaměnitelně s nervozitou.
Dąbrowski zavádí všechny tyto termíny, aby popsal zvýšené fyziologické prožívání stimulů, vyplývající ze zvýšené neuronální citlivosti. Osoby s nadměrnou vzrušivostí popisuje jako jedince projevující „sílu a vytrvalost reakcí neúměrných jejich stimulům“. Michael Piechowski, polsko-americký psycholog zaměřený na výzkum nadměrné vzrušivosti, poznamenal, že Dąbrowski použil tento termín, aby „podtrhl posílení a zintenzivnění mentální aktivity výrazně nad rámec běžného“.

## Pět forem
Dąbrowski vyjmenovává celkem pět forem nadměrné vzrušivosti: psychomotorická, smyslná, emocionální, imaginativní a intelektuální.
Psychomotorická nadměrná vzrušivost je zvýšená dráždivost nervosvalového systému. Takový jedinec je aktivní a energický, projevuje se láskou k pohybu, přebytkem energie a potřebou fyzické akce.
Smyslová nadměrná vzrušivost je zintenzivněný zážitek jakéhokoli typu smyslového vjemu, libého nebo nelibého, vycházející z jednoho z pěti smyslů, tj. zraku, čichu, hmatu, chuti a sluchu. Může se projevovat jako zvýšené ocenění estetických požitků, jako je hudba, jazyk a umění, a také potěšení z chutí, vůní, textur, zvuků a pohledů. Má to však i druhou stránku, tedy extrémní vnímání bolesti a znechucení při vystavení pocitům, které jsou vnímány jako nepříjemné.
Intelektuální nadměrná vzrušivost se projevuje extrémní touhou hledat pochopení a pravdu, získávat vědění a v neposlední řadě analyzovat a kategorizovat informace. Lidé s tímto typem nadměrné vzrušivosti jsou běžně považováni za intelektuálně nadané a mají neuvěřitelně aktivní mysl. Jsou velmi zvědaví, bývají vášnivými čtenáři a horlivými pozorovateli. Často se oddávají myšlení čistě pro myšlení.
Imaginativní nadměrná vzrušivost se projevuje jako zesílená hra imaginace, která způsobuje bohatou invenci, fantazii, asociaci obrazů, používání metafor a propracované sny a vize. Děti s vysokou úrovní imaginativní nadměrné vzrušivost častokrát nerozlišují mezi pravdou a fikcí, případně jsou pohlceny svým vlastním soukromým světem s imaginárními společníky a dramatizacemi.
Emocionální nadměrná vzrušivost je charakterizována intenzivními pocity, extrémním prožíváním komplexních emocí, ztotožňováním se s pocity druhých až k bodu skutečného prožitku a silným sentimentálním vyjádřením. Mezi další znaky patří fyzická reakce na emocionální podněty, jako jsou například bolesti žaludku během nervozity a při obsedantním znepokojení smrtí a depresí. Emocionálně přecitlivělí lidé mají silnou kapacitu pro vytváření hlubokých vztahů, vykazují silné citové vazby k lidem, místům a věcem. Jsou empatičtí, soucitní a nesmírně citliví.
Člověk, který vykazuje jakoukoli formu nadměrné vzrušivosti, vidí  realitu odlišným, silnějším a mnohostrannějším způsobem. Podle Dąbrowskiho to platí tím spíše, pokud vykazuje více forem najednou.

## Nadměrná vzrušivost a nadání
Podle Dąbrowskiho je zde velmi rozšířený názor, že nadaní jedinci „objeví“ sebe sama, ovládnou své kreativní schopnosti a vypořádají se s náročným vývojem. Ve své praxi však dle svých slov mnohokrát viděl, že pokud se jedincům vykazujícím indikátory osobnosti (tedy včetně nadměrných vzrušivostí) neposkytne vhodná pomoc, pak vykazují zkažený, jednostranný vývoj a vážné duševní choroby. Přitom je v zájmu každé společnosti „vychovat“ co největší možné množství vyspělých osobností, neboť je to „rozhodující pro její správný vývoj, pro její umístění v rodině společností, pro její budoucnost“.
Některé výzkumy vyjadřují přesvědčení, že intenzita, citlivost a nadměrná vzrušivost jsou primárními charakteristikami vysoce nadaných jedinců. Spojení mezi nadměrnou vzrušivostí a nadáním se zdá být výzkumem potvrzeno. Jeví se, že přinejmenším ona nadměrná vzrušivost je ukazatelem potenciálu pro nadání/kreativitu. Dąbrowskiho základním sdělením je, že nadaní lidé budou neúměrně zbytku populace projevovat proces pozitivní dezintegrace a osobnostního růstu. Termín „nadměrná vzrušivost“ zpopularizovali v komunitě vzdělávání nadaných Michael M. Piechowski  a Susan Danielsová, kteří mimo jiné editovali knihu Living with Intensity. 
Zatímco teorie byla obecně přijata, alternativní výzkumy zpochybňují koncept nadměrné vzrušivosti a navrhují, že pětifaktorový model osobnosti, konkrétně otevřenost vůči zkušenostem, lépe vysvětluje toto zvýšené chování. 